# 林雨 (1929年)
林雨（1929年9月27日—1995年），原名林锡寿，男，山东掖县人，中国作家，曾任中国作家协会山东分会副主席。